# Loveless (film)
Loveless (in russo Нелюбовь?, Neljubov') è un film del 2017 diretto da Andrej Zvjagincev e scritto dallo stesso Zvjagincev in collaborazione con Oleg Negin.
Il film è stato selezionato per rappresentare la Russia ai premi Oscar 2018 nella categoria Oscar al miglior film in lingua straniera.

## Trama
Mosca: Ženja e Boris sono in procinto di divorziare e continuano a litigare per la vendita del loro appartamento, incuranti del figlio dodicenne Aljoša che essi trattano con sufficienza e durezza, non avendolo mai davvero amato e voluto.  Marito e moglie, litigando, si palleggiano l'affidamento di Aljoša prospettando anche di lasciarlo in un istituto, il bambino nascosto dietro una porta ascolta tutto e ha una crisi di pianto.
La mattina dopo Boris, al lavoro, teme di avere conseguenze sulla sua attività se divorzierà e rimarrà con la sua nuova donna (il suo capo è un ortodosso che non ammette lavoratori che non abbiano una famiglia tradizionale), invece Ženja passa la mattinata dall'estetista. I due poi trascorrono la notte a casa dei rispettivi nuovi partner, Maša e Anton. Maša, la nuova compagna di Boris, è incinta, lo ama ma teme di essere lasciata dall'uomo all'ultimo momento.
Il giorno dopo, marito e moglie scoprono che Aljoša non è ritornato a casa da scuola, e chiamano la polizia. Ženja e Boris si rivolgono anche al capo di un efficiente gruppo di volontari, il quale illustrando le procedure del suo lavoro non manca di notare il dissapore fra i due coniugi. Le ricerche iniziano dalla nonna materna di Aljoša, che vive fuori città: il ragazzo non è lì e la donna accoglie la figlia, il genero e i volontari con molto disprezzo, visto che Ženja se n'era andata di casa anni prima, incinta di Boris, che alla madre di Ženja non piaceva, e ha usato il matrimonio solo per lasciare la madre opprimente. Il disprezzo nei confronti di Ženja è tale che la madre arriva a pensare che la figlia abbia inventato la sparizione di Aljoša per avere qualche favore da lei. Al ritorno la tensione fra Boris e Ženja precipita: lei gli dichiara di non averlo mai amato, lui reagisce con rabbia lasciando la moglie sulla strada e tornando in città da solo.
La polizia oltre all'allontanamento volontario da parte di Aljoša non esclude un rapimento. Viene interrogato il suo unico amico di scuola e lui indica loro un edificio abbandonato in cui i due ragazzini andavano a giocare, ma Aljoša non è neppure lì.
Più tardi Boris e Ženja vengono chiamati all'obitorio a verificare l'identità di un bambino che è stato trovato morto: la madre, psicologicamente distrutta, nega che il cadavere sia del figlio per delle leggere incongruenze sul corpo, sebbene esso sia molto deteriorato, il padre lo stesso non lo riconosce, ma la disperazione di entrambi lascia il dubbio. Ženja più tardi vende l'appartamento e lei e Boris si trasferiscono dai rispettivi nuovi compagni.
Le scene finali del film mostrano alcuni luoghi come il fiume e il bosco vicino, il sentiero che all'inizio del film il ragazzino percorreva prima di rincasare e un unico segno del passaggio di Aljoša: un lungo nastro con il quale giocava impigliato tra i rami di un albero.

## Produzione
Il film è stato girato nel 2016 nel quartiere moscovita di Južnoe Tušino.

## Distribuzione
Il film è stato presentato in anteprima e in concorso al Festival di Cannes 2017. È stato distribuito nelle sale cinematografiche russe il 1º giugno 2017 e in quelle italiane il 6 dicembre dello stesso anno.

## Riconoscimenti
- 2018 - Premio Oscar
  - Candidatura per il Miglior film straniero
- 2017 - Festival di Cannes
  - Premio della giuria
  - In competizione per la Palma d'oro
- 2017 - National Board of Review Awards[4]
  - Migliori cinque film stranieri
- 2017 - European Film Awards[5]
  - Miglior fotografia a Michail Krichman
  - Miglior colonna sonora a Evgueni Galperine e Sacha Galperine
  - Candidatura per il Miglior film
  - Candidatura per il Miglior regista a Andrej Zvjagincev
  - Candidatura per la Miglior sceneggiatura a Oleg Negin e Andrej Zvjagincev
  - Candidatura per il Miglior film votato nelle Università
- 2018 - Golden Globe[6]
  - Candidatura per il Miglior film straniero
- 2018 - Independent Spirit Awards[7]
  - Candidatura per il Miglior film straniero
- 2018 - Premio César[8]
  - Miglior film straniero
- 2018 - David di Donatello[9]
  - Candidatura per il Miglior film straniero